# Peter Bol
Pour les articles homonymes, voir Bol.
Peter Bol (né le 22 février 1994 à Khartoum au Soudan) est un athlète australien, spécialiste du 800 mètres.

## Biographie
Fuyant la guerre civile au Soudan, il arrive en Australie à l'âge de huit ans avec sa famille pour s'installer à Perth. Il pratique le basket-ball puis se fait remarquer pour ses talents à la course. En 2013 il devient champion d'Australie junior sur 800 mètres. En 2015 il rejoint l'entraîneur Justin Rinaldi et en 2016, il se qualifie pour les Jeux olympiques. Il est éliminé dès les séries du 800 m, de même l'année suivante et en 2019 aux championnats du monde.
En 2021, lors des séries du 800 mètres des Jeux olympiques de 2020, il établit un nouveau record d'Océanie en 1 min 44 s 13. Il récidive lors des demi-finales en portant ce record continental à 1 min 44 s 11. En finale, Peter Bol mène le train d'une course partie lentement et termine au pied du podium. 
En 2022 il porte son record à 1 min 44 s 00 au meeting de Paris, en terminant 2e derrière le Français Benjamin Robert. Il termine 7e aux championnats du monde et obtient une médaille d'argent aux Jeux du Commonwealth.

## Palmarès

### International
| Date | Compétition           | Lieu       | Résultat | Épreuve | Temps         |
| ---- | --------------------- | ---------- | -------- | ------- | ------------- |
| 2021 | Jeux olympiques       | Tokyo      | 4e       | 800 m   | 1 min 45 s 92 |
| 2022 | Championnats du monde | Eugene     | 7e       | 800 m   | 1 min 45 s 51 |
| 2022 | Jeux du Commonwealth  | Birmingham | 2e       | 800 m   | 1 min 47 s 66 |